# ロバート・フルトン

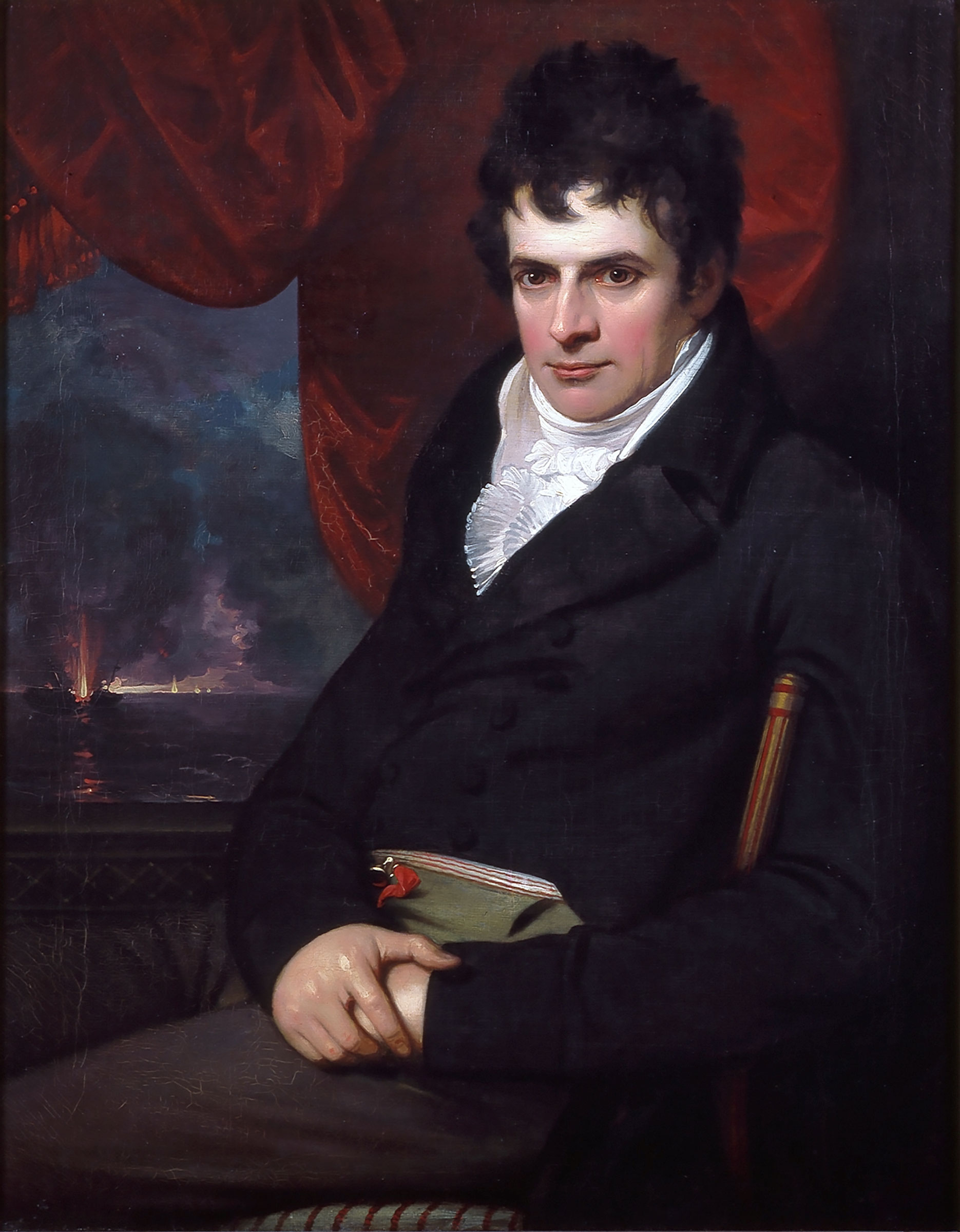
ロバート・フルトン

ロバート・フルトン（Robert Fulton、1765年11月14日 - 1815年2月24日）はアメリカ合衆国の技術者で発明家である。
世界初の潜水艦であるノーティラスを設計したり、ハドソン川で蒸気船の実験と実用化に成功したことでも有名である。
1810年頃作成した機雷は最初の係維式触角機雷で、最初の近代的機雷といわれている。

## 経歴

### 画家から発明家へ

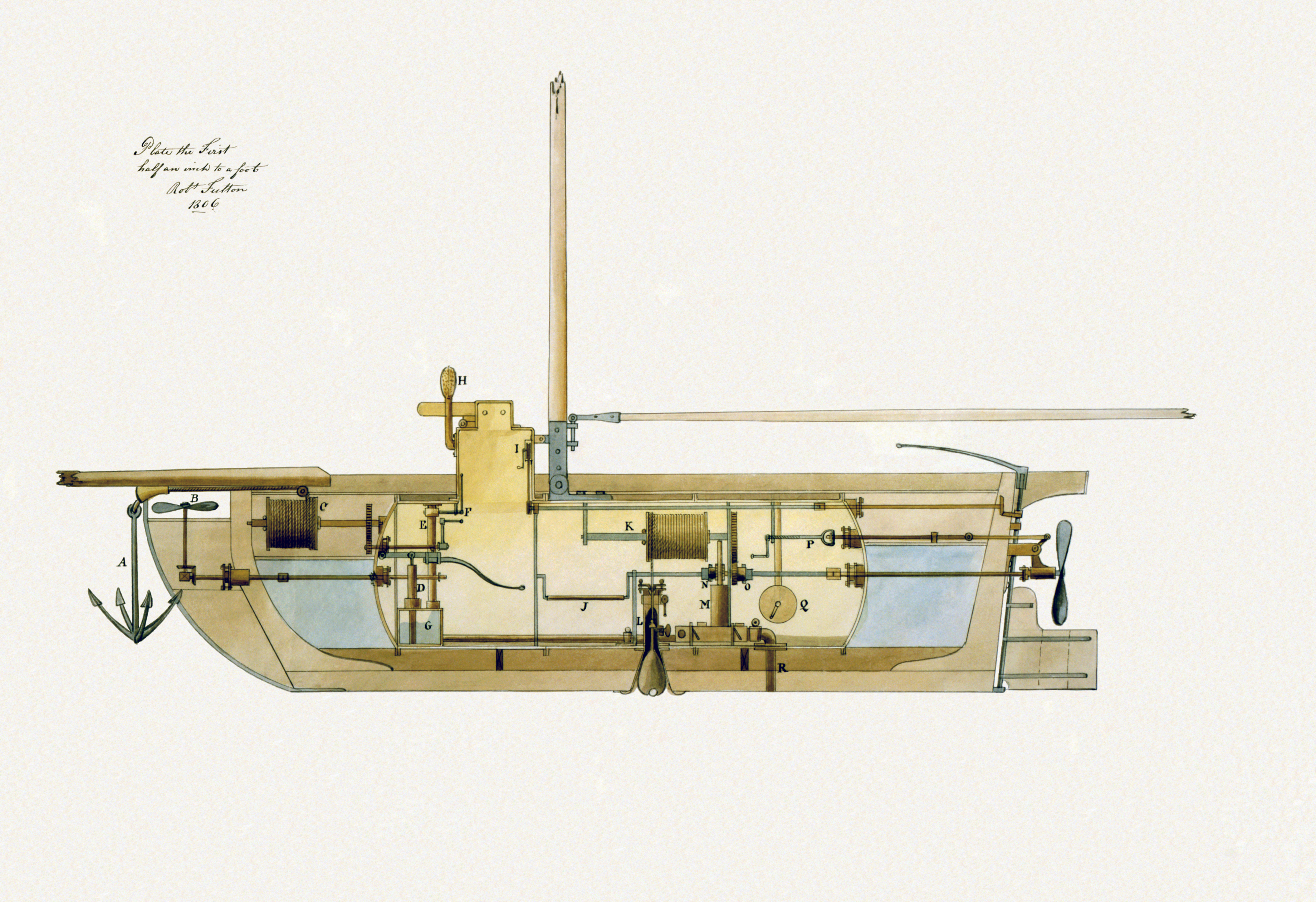
1806年にフルトンによって設計された潜水艦

ロバート・フルトンは、ペンシルベニア州ランカスターで生まれた。フルトンはアメリカ合衆国で肖像画家をしていたが、1786年に英国に渡り画家のベンジャミン・ウエストの弟子となった。産業革命による社会の変革期の英国で、彼の興味は絵から産業技術へと移った。運河の水位に関する機構や大理石切断用鋸に関して特許を取ったりした。
1797年、彼はナポレオン戦争に沸くフランスへと渡った。フランス政府に世界初の手動式潜水艦であるノーティラスを設計して売り込んだり、英国侵攻の為の兵員輸送用曳き舟として蒸気船を試作して売り込んだりもしたが共に失敗した。この時、知り合った駐仏米国公使 ロバート・R・リビングストン（Robert Livingston）から援助を受け、1803年8月9日に船長31m、船幅2.4mで左右舷側に3.5mの直径の外輪（外車）を備える外輪船（外車船）を造りセーヌ川で試走させて、時速2.9マイルで流れをさかのぼる能力を示した。この実験結果を元に、フランス政府に重ねて彼の造る蒸気船の建造計画を売り込んだが採用されなかったため、1804年に英国に戻った。
英国でも良い成果が得られなかったため、1806年に母国アメリカへ戻った。ほぼ同時期に帰国したリビングストンから援助を受けてハドソン川の蒸気船を建造することになった。
英国滞在時に注文していた蒸気機関本体が、英ボールトン・アンド・ワット社より帆船によって彼の元へ届けられ、2本のマストも備えた新造蒸気船は完成した。この船は船長42.8m、船幅4.3m、喫水1.2m、排水量約80トンであったためL/Bがほぼ10という非常に細長い船であった。蒸気機関は内径61cmにストローク122cmのピストン・シリンダーから20馬力の出力が得られた。この船は「ノース・リバー・スティームボート・オブ・クラーモント」と名付けられ、通称「クラーモント」（Clermont）と呼ばれた。クラーモントはリビングストンの所有地の名前であった。
当時の蒸気船はまともに動くものがほとんど無かったために、1807年のハドソン川での試運転までは周囲から「フルトンの愚行」と呼ばれていた。

### 蒸気船の公開実験
1807年8月17日午後1時にニューヨークの岸壁から始まった蒸気機関によるクラーモントの初航海では、始動直後に船体左右2つの直径4.8mの外輪が突然止まってしまった。やがて、調整を済ませた新造船は順調に航行を開始した。船上の招待客も騒音を除けば快適な旅を楽しんだ。翌18日午後1時に最初の目的地であるクラーモントに到着した。すぐに次の目的地オールバニに向け出発し、計32時間で150マイルを逆風で走ったことを計算すれば平均時速は4.7マイルとなった。ニューヨークとオールバニの間は普通は4日間かけて帆走し、早い船が最適の風を受ければ16時間で快走していたため、クラーモントの32時間は驚くほど早い訳でもなかったが、帰途での30時間という記録とあわせれば、向かい風でも無風でも蒸気機関さえ動けば確実に汽走出来る事が示された点で大成功であった。

### 河川運送事業
公開実験の成功後、直ちに船内の宿泊設備などを整えて、2週間後の1807年9月4日からは土曜にニューヨーク発、水曜にオルバニー発の週1往復のスケジュールで営業運行を開始した。
この開業時には、政府高官であったリビングストンの力もあって、ハドソン川だけでなくニューヨーク州の蒸気船による河川運送業の独占免許を取得した。12月から2月の冬季運休期間にクラーモントの改装を行い、同時に船名も「ノース・リバー」（North river）と改めた。
1814年にはノース・リバーが引退し、より大きな「リッチモンド」が登場した。その後はさらに「カー・オブ・ネプチューン」「パラゴン」「ファイアフライ」の3隻も加わった。

## 後援者の従弟
フルトンの後援者であった ロバート・R・リビングストンの従弟ジョン・スティーブンスがフルトン同様に蒸気船を自ら設計して建造し、世界ではじめて蒸気船で外洋を航海した人物となる。フルトンが持つニューヨーク州での独占営業権を避けるために、建造した蒸気船「フェニックス」をハドソン川から大西洋を南下してデラウェア川まで移動する必要に迫られたためであった。